# Dilemme constructif
Un dilemme constructif,, est une règle d'inférence valide de la logique propositionnelle. Elle est l'inférence selon laquelle, si P implique Q et R implique S et soit P ou R est vrai, alors Q ou S est vrai. En somme, si deux implications sont vraies et au moins un de leurs antécédents l'est, alors au moins un de leurs conséquents doivent l'être aussi. Le dilemme constructif est la version disjonctive du modus ponens, alors que, le dilemme destructif est la version disjonctive du modus tollens. La règle peut être déclarée comme suit:
{\displaystyle {\frac {P\to Q,R\to S,P\lor R}{\therefore Q\lor S}}}
où la règle est que chaque fois que les instances de « {\displaystyle P\to Q} », « {\displaystyle R\to S} », et « {\displaystyle P\lor R} » apparaissent sur les lignes d'une démonstration, « {\displaystyle Q\lor S} » peut être placé sur une ligne subséquente.

## Notation formelle
La règle du dilemme constructif peut être écrite en notation séquente:
{\displaystyle (P\to Q),(R\to S),(P\lor R)\vdash (Q\lor S)}
où {\displaystyle \vdash } est un symbole métalogique qui signifie que {\displaystyle Q\lor S} est une conséquence syntaxique de {\displaystyle P\to Q}, {\displaystyle R\to S}, et {\displaystyle Q\lor S} dans un système logique;
et exprimée en tautologie ou en théorème de la logique propositionnelle:
{\displaystyle (((P\to Q)\land (R\to S))\land (P\lor R))\to (Q\lor S)}
où {\displaystyle P}, {\displaystyle Q}, {\displaystyle R} et {\displaystyle S} sont des propositions exprimées dans un système formel.

### Variable linguistique
Si P alors Q.
Si R alors S.
P ou R.
Par conséquent, Q ou S.

## Exemple
Si je gagne un million d'euros, je vais en faire don à un orphelinat.
Si mon ami gagne un million d'euros, il fera un don à une association pour la nature.
Je gagne un million d'euros ou mon ami gagne un million d'euros.
Par conséquent, soit un orphelinat va obtenir un million d'euros, ou une association pour la nature recevra un million d'euros.
Le dilemme tire son nom du transfert de l'opérateur disjonctif.